# هیپنوتیزم درمانگر
به اشخاصی گفته می‌شود که با داشتن قدرت و توانایی هیپنوتیزم در درمان بیماری یا امور پزشکی از آن استفاده میکنند. هیپنوتیزم درمانی یک نوع از درمان مورد استفاده برای ایجاد تغییر ناخودآگاه در یک بیمار در قالب جدید پاسخ، افکار، نگرش ها، رفتارها یا احساسات است.
درمان های بسیاری تاکنون از طریق هیپنوتیزم انجام گرفته از جمله: درمان لکنت زبان, بیماری های عصبی، استفاده در زایمان و موارد دیگر